# Brungöring
Brungöring är en metod för rostskydd som innebär att metallens yta ruggas upp med en stålborste eller dylikt. Metallstycket ångas därefter och rostar då snabbt. Metoden anses skydda mot vidare angrepp av rost.